# Мартін Мозебах
Мартін Мозебах (народився 31 липня 1951, Франкфурт-на-Майні) — німецький письменник.

## З біографії
Публікував романи, оповідання та збірки віршів, написав сценарії для кількох фільмів, лібрето опер, театральних і радіоп'єс. Його першою великою документальною роботою є книга «21 — подорож у землю коптських мучеників», у якій детально висвітлено його відвідини Єгипту, щоб дослідити життя 21 коптського мученика, обезголовленого ІДІЛ у 2015 році.
Німецька академія мови та літератури відзначила його за «поєднання стилістичної пишноти з оригінальним оповіданням, яке демонструє жартівливе розуміння історії».
Він є католиком-традиціоналістом.

## Нагороди
У 2002 році Мозебах отримав премію Клейста . У 2007 році він був удостоєний премії Георга Бюхнера.

## Твори

### Романи
- 1983: Das Bett (Ліжко) ISBN 3-423-13069-5
- 1985: Ruppertshain 3-423-13159-4
- 1992: WestendISBN 3-423-13240-X
- 1999: Die Türkin (Турчанка) ISBN 3-7466-1793-6
- 2000: Eine lange Nacht (Довга ніч)ISBN 3-7466-1974-2
- 2001: Der Nebelfürst (Принц туману)ISBN 3-423-13119-5
- 2005: Das Beben (Трус) ISBN 978-3-446-20661-8
- 2007: Der Mond und das Mädchen (Місяць і дівчина) ISBN 978-3-446-20916-9
- 2010: Was davor geschah (Що було раніше) ISBN 978-3-446-23562-5
- 2014: Das Blutbuchenfest (Свято червоних буків) ISBN 978-3-446-24479-5

### Збірки оповідань
- 1995 Das Kissenbuch: Gedichte und ZeichnungenISBN 3-458-19127-5
- 1995 Stilleben mit wildem Tier: ErzählungenISBN 3-8270-0130-7
- 1996 Das Grab Der Pulcinellen: Erzählungen, Pasticci, PhantasienISBN 3-423-12863-1
- 1997 Die Schöne Gewohnheit zu Leben: eine italienische ReiseISBN 978-3-8270-0934-0
- 2008 Stadt der wilden Hunde: Nachrichten aus dem alltäglichen IndienISBN 3-446-23026-2

### Есеї
- 2002 Häresie der Formlosigkeit. Die römische Liturgie und ihr Feind (Єресь безформності)ISBN 978-3-446-20869-8
- 2002 Mein FrankfurtISBN 3-458-34571-X
- 2006 Schöne Literatur: есеISBN 978-3-446-20711-0
- 2012 Der UltramontaneISBN 978-3-86744-215-2

### Нон-фікшн
- 2019 21: Подорож у землю коптських мучениківISBN 978-0-87486-839-5